# 夏洛萊伯爵夫人凯瑟琳·德·法蘭西
法兰西的凯瑟琳（1428年—1446年7月13日）是法兰西公主和夏洛莱伯爵夫人，她是勃艮第公爵查理一世的第一任妻子。她是法兰西国王查理七世和安茹的玛丽的第四个孩子和第二个女儿。

## 个人生活
根据1435年法兰西和勃艮第签订的阿拉斯条约，凯瑟琳与勃艮第继承人夏洛莱伯爵查尔斯订婚。1438年，查尔斯随使馆访问法国宫廷，并正式向凯瑟琳求婚。1439年6月11日，这对年轻夫妇在圣奥梅尔正式订婚。1440年5月19日，在布卢瓦举行婚礼。
两人结婚时，新娘12岁，新郎只有7岁。他们没有孩子。据称，凯瑟琳和查尔斯的关系很友好，但由于过于年幼，凯瑟琳没有和查尔斯住在一起，而是被交给了查尔斯的母亲勃艮第公爵夫人伊莎贝拉照顾，显然伊莎贝拉与她相处得很好，她常常被伊莎贝拉当作亲生女儿对待。凯瑟琳被描述为聪明、善良和迷人，在勃艮第很受欢迎。但由于她常常需要外出，所以她需要适应勃艮第的正式宫廷礼仪。但勃艮第繁琐的宫廷礼仪绝不利于在寒冷的气候中不断在低地国家的城市之间穿梭。据报道，凯瑟琳的身体逐渐无法支撑她日常的出访。1446年，她因剧烈咳嗽而病倒，最终很可能死于肺结核。